# Sao Paulo WCT 1976
Il Sao Paulo WCT 1976 è stato un torneo di tennis giocato sul sintetico indoor. È stata la 3ª edizione del torneo che fa parte del World Championship Tennis 1976. Si è giocato a San Paolo in Brasile dal 30 marzo al 5 aprile 1976.

## Campioni

### Singolare maschile
Björn Borg ha battuto in finale  Guillermo Vilas con il punteggio di 7–6, 6–2

### Doppio maschile
Ross Case /  Geoff Masters hanno battuto in finale  Charlie Pasarell /  Allan Stone con il punteggio di 7–5, 6–1